# Monsieur Hankey, le petit caca Noël
Monsieur Hankey, le petit caca Noël (Mr. Hankey, the Christmas Poo en version originale) est le neuvième épisode de la première saison de la série animée South Park.
C’est le premier épisode où Kenny ne meurt pas.
Monsieur Hankey est francophone, dans l’épisode 9 de la saison 1, on le voit écrire « NOEL » dans le miroir de la salle de bain de Kyle.

## Synopsis
Noël approche et les enfants préparent un spectacle sur la naissance de Jésus. Cela n'est pas du goût des parents de Kyle, dont la famille est juive. Pour faire de Noël une fête universelle (et non une fête chrétienne), Kyle propose de célébrer M. Hankey, le petit caca Noël. Mais il peine à convaincre son entourage de son existence.